# Zuzana Licko
Zuzana Licko (tschechisch Zuzana Ličko [ˈlɪtʃkoː]; * 1961 in Bratislava, Tschechoslowakei) ist eine US-amerikanische Grafikdesignerin, Typografin und Mitbegründerin von Emigre Inc., einer der ersten Independent-Schriftenhersteller. Sie hat zahlreiche digitale Schriften entworfen und produziert, darunter die beliebten Mrs Eaves, Triplex, Modula, Filosofia und Matrix. Außerdem gestaltet sie Keramikplastiken, Textildrucke und Jacquardwebereien.

## Leben
Licko wurde in der Tschechoslowakei geboren und kam 1968 als Kind in die USA. Als Tochter eines Biomathematikers hatte sie früh Zugang zu Computern und brachte sich selbst die Grundkenntnisse des Programmierens bei. Sie begann, Schriften zu entwerfen, ihr erstes Alphabet basierte auf dem griechischen Alphabet. Sie studierte zunächst Architektur, Informatik und Fotografie und machte an der University of California, Berkeley ein Diplom in Visueller Kommunikation.
Ihr Studium begann sie mit dem Ziel, einen Abschluss in Architektur zu machen, wechselte aber zu dem Hauptfach Visuelle Studien, nachdem sie Grafikdesign- und Typografie-Kurse besucht hatte. In Berkeley nahm sie an einem Kalligraphiekurs teil, hatte jedoch als Linkshänderin Probleme, mit der rechten Hand zu schreiben. Diese Erfahrung beeinflusste ihre Ablehnung vieler traditioneller Methoden bei der Schriftgestaltung, und sie begann die Fähigkeiten des Macintosh-Computers zu erforschen.

### Emigre
Anfang der 1980er traf Zuzana Licko auf den niederländischen Grafikdesigner und Fotografen Rudy VanderLans (* 1955) und gründete mit ihm den experimentellen Schriftenverlag Emigre sowie die gleichnamige Zeitschrift Emigre Magazine. Der Titel ergab sich daraus, dass beide so genannte émigrés, also Emigranten in den USA waren. Die Gründung von Emigre 1984 ist eng mit der „Geburt“ des Apple Macintosh im gleichen Jahr verbunden. Später heiratete sie Rudi VanderLans. 
Während VanderLans die Rolle des Verlegers übernahm, gestaltete Licko die Schriftentwürfe. Das Emigre-Magazin zeigte prominent Lickos Schriften, von denen einige ursprünglich für die Verwendung in der Publikation erstellt wurden und dokumentiert Lickos Arbeit und Entwicklung als Schriftdesignerin. Von ihren für den Bitmap-Druck optimierten pixeligen Schriftarten bis zu ihren Vektordesigns hat Lickos Technik die Schrifttechnologie weiterentwickelt. 1985 folgte die Gründung von Emigre Fonts. Licko zählt neben Erik Spiekermann, Neville Brody und Matthew Carter zu den bekanntesten Vertretern der digitalen Typografie und des Umgangs mit neuen DTP-Programmen.
Mitte der 1990er wurde sie „klassischer“, gab die die zumeist an einer Matrix orientierten Grotesk-Fonts der 1980er und konzentrierte sich auf die Entwicklung moderner Bastardschriften. Dabei entwarf sie zwei ihrer wichtigsten Serifenschriften: Die nach Baskervilles Frau benannte Mrs Eaves, basierend auf einer Baskerville und die Filosofia, basierend auf einer Bodoni. Beide Schriften gelten wegen ihrer ausgefallenen, ungewöhnlich hohen Anzahl an Ligaturen als Reminiszenz Lickos an das traditionelle europäische Schriftdesign. Ihre Position gegenüber der zeitgemäßen Übertragung klassischer Schriften in die digitale Form schildert sie in ihrem in der Emigre veröffentlichten Artikel Discovery by Design. Das Emigre Magazine wurde 2005 mit der Ausgabe Nr. 69 eingestellt, das Schriftenhaus Emigre Fonts besteht weiterhin.
Emigre ist nicht nur eine Marke für Schriftarten. In den letzten Jahren richtete Licko ihre Aufmerksamkeit auf die Herstellung von Keramik und Textilien unter dem gleichen Namen.

## Auszeichnungen
Das Ehepaar Licko und VanderLans wurde 1994 mit dem Chrysler Award, 1997 mit der Goldmedaille des American Institute of Graphic Arts (AIGA) und 1998 mit dem Charles Nypels Preis für innovative Schriftgestaltung ausgezeichnet.
Mit Mrs. Eaves, Matrix, Triplex, Filosofia und Base befinden sich fünf Schriften von Zuzana Licko in der Rangliste der 100 besten Schriften aller Zeiten. (FontShop Hrsg., 2007.)